# Giacomo Luigi Brignole
Giacomo Luigi Brignole (Gênova, 8 de maio de 1797 - Roma, 23 de junho de 1853) foi um cardeal italiano da Igreja Católica, nomeado pelo Papa Gregório XVI.

## Biografia
Giacomo Luigi Brignole nasceu em Gênova em 8 de maio de 1797, sob o reinado do Doge Giacomo Maria Brignole, seu tio, e pouco antes da República de Gênova ser invadida e conquistada por Napoleão.
Foi vice-legado da Legação Apostólica de Forlì, quando o pró-legado era Giovanni Antonio Benvenuti (1826-1828), núncio apostólico no Grão-Ducado da Toscana até 1833, governador de Roma, vice-camerlengo, diretor da polícia papal de 1842 a 1845, prefeito da Congregação do Índice de 1849 a 1853 e finalmente camareiro de 1851 a 1852. Também foi titular da igreja de San Giovanni a Porta Latina de 1834 a 1847.
O papa Gregório XVI o elevou ao posto de cardeal no consistório de 20 de janeiro de 1834 e até a nomeação do cardeal Costantino Patrizi Naro ele era o cardeal italiano mais jovem.
Politicamente, era a favor da reunificação da Itália sob o governo do papa e foi um dos cardeais mais influentes de toda a Cúria Romana, tanto que foi apontado como um dos mais prováveis sucessores de Pio IX. Ele morreu em 23 de junho de 1853, aos 56 anos.